# 코멘토
코멘토는 시작하는 사람들의 커리어 커뮤니티다.
코멘토에서 누구나 커리어의 시작과 성장을 도와줄 사람들과 만나고 LIVE 교육에 참여할 수 있다.

## 개요
코멘토는 2015년 8월에 서비스를 시작하여, 2022년 3월 누적 85만명의 가입자를 보유한 커리어 커뮤니티로, 커뮤니티 생태계를 기반으로 직무부트캠프 및 실무PT 등 프로젝트 기반의 온라인 쌍방향 실시간 교육(CBC | Cohort-based courses) 을 제공한다.